# Amazonka fioletowa
Amazonka fioletowa (Amazona violacea) – hipotetyczny gatunek papugi endemicznej dla Gwadelupy. Opisywana była przez XVII- i XVIII-wiecznych autorów. Nazwę naukową otrzymała w 1789. Gatunek umieszczono w rodzaju Amazona w 1905; możliwe, że gatunek ten jest blisko spokrewniony albo tożsamy z amazonką cesarską (Amazona imperialis). Tibiotarsus i kość łokciowa odnalezione na Marie-Galante mogły należeć do amazonki fioletowej. W 1905 roku pojawiło się doniesienie o rzekomej fioletowej arze żyjącej na Gwadelupie, jednak w 2015 zasugerowano, że ich opis oparto na opisie amazonki fioletowej.
Według dzisiejszego stanu wiedzy głowa, szyja i spód ciała były głównie fioletowe lub łupkowe, pojedyncze pióra miały barwę zieloną i czarną. Grzbiet był brązowozielony, zaś skrzydła zielono-żółto-czerwone. Pióra były połyskliwe. Papugi te były zdolne do rozpościerania kryzy na szyi. Wiadomo, że żywiły się owocami, w tym orzechami, a w gnieździe obserwowano zarówno samce, jak i samice. Francuscy osadnicy zjadali te papugi i niszczyli środowisko ich życia. W 1779 papugi te były już rzadkie, wymarły najprawdopodobniej przed końcem XVIII wieku.

## Taksonomia

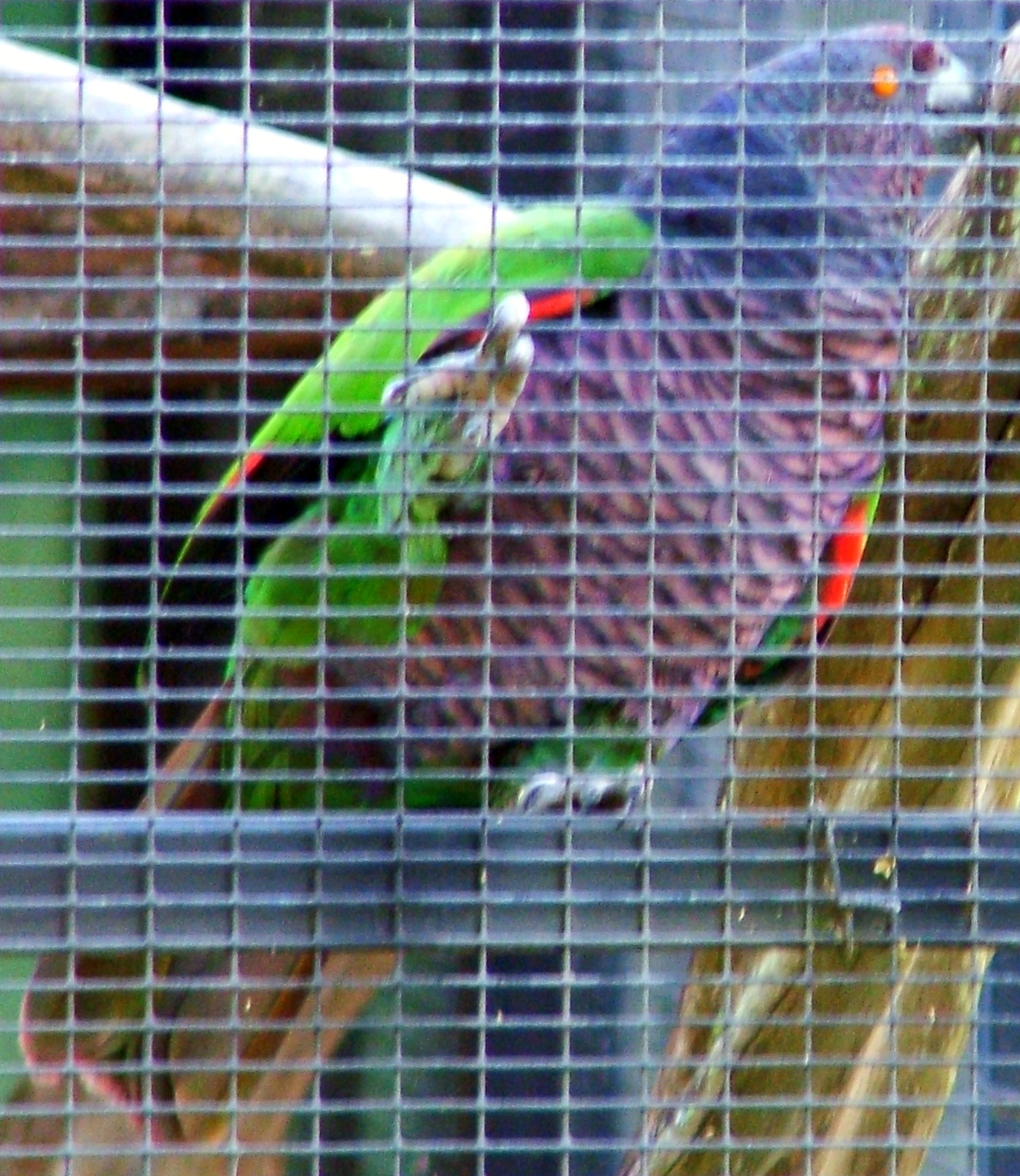
Amazonka cesarska z Dominiki, przedstawiciel gatunku być może spokrewnionego z amazonką fioletową

Po raz pierwszy amazonkę fioletową opisał w 1664 francuski botanik Jean-Baptiste Du Tertre, który później w 1667 roku ponownie opisał oraz zilustrował ten gatunek. Francuski duchowny Jean-Baptiste Labat opisał tę papugę w 1722, później wspominali o niej tacy autorzy jak Mathurin Jacques Brisson, Comte de Buffon i John Latham, który nazwał ją ruff-necked parrot („papuga z kryzą na szyi”). Niemiecki przyrodnik Johann Friedrich Gmelin nadał jej nazwę naukową Psittacus violaceus w 1789, w 13. wydaniu Systema Naturae, swój opis bazując na doniesieniach Du Tertre’a, Brissona i Buffona. Epitet gatunkowy violaceus oznacza z łaciny „fioletowy”.
W 1891 włoski zoolog Tommaso Salvadori zamieścił Psittacus violaceus na liście synonimów kapturnicy (Deroptyus accipitrinus), południowoamerykańskiego gatunku. W 1905 amerykański zoolog Austin Hobart Clark odnotował, że kolorystyka przedstawicieli tych dwóch gatunków była zupełnie odmienna, a główne podobieństwo polegało na obecności kryzy wokół szyi, zaś Buffon twierdził, że papugi te nie występują w Kajennie, gdzie znaleźć można kapturnice. Clark zasugerował, że amazonka fioletowa najbliżej spokrewniona była z żyjącą, podobnie upierzoną amazonką cesarską (Amazona imperialis). Umieścił gatunek z Gwadelupy w rodzaju Amazona, nadając mu nową nazwę naukową Amazona violacea oraz zwyczajową — „Guadeloupe parrot”. Nazwa rodzaju Amazona pochodzi od francuskiego słowa „Amazone”, którego Buffon używał w odniesieniu do papug z Amazonii. W 1967 amerykański ornitolog James Greenway zasugerował, że gwadelupska amazonka mogła tworzyć nadgatunek z amazonkami: cesarską oraz wymarłą Amazona martinicana, i prawdopodobnie była podgatunkiem tej pierwszej. Uznał go za gatunek hipotetyczny, jako że znany był tylko ze starych doniesień.
W 2001 amerykańscy ornitolodzy Matthew Williams i David Steadman wsparli pomysł, wedle którego opisy dawnych autorów są wystarczające do uznania amazonki fioletowej za odrębny gatunek. Donieśli również o tibiotarsusie odnalezionym w stanowisku Folle Anse na wyspie Marie-Galante; był podobny jak u amazonki cesarskiej, ale krótszy. Na Maria-Galante występują niektóre z ptaków występujących obecnie na Gwadelupie, autorzy wysnuli więc przypuszczenie, że kość należała do amazonki fioletowej i określili jej przynależność jako A. cf. violacea. W 2004 Patricia Ottens-Wainright i współpracownicy uznali, że z opisów nie wynika jasno, czy amazonka fioletowa była odrębnym gatunkiem, czy były to amazonki cesarskie.
Ornitolodzy Storrs Olson i Edgar Maíz w 2008 wyrazili pogląd, jakoby amazonka fioletowa i cesarska były tym samym gatuniem. Dla odmiany angielski ornitolog nazwiskiem Julian P. Hume (2012), mimo że informacje o amazonkach z Gwadelupy i Martyniki oparte są na opisach, nie zaś fizycznych pozostałościach, uznaje ich istnienie za prawdopodobne w oparciu o informacje dostarczone przez wiarygodnych obserwatorów i podstawy zoogeograficzne. W 2015 Monica Gala i Arnaud Lenoble stwierdzili, że kość łokciowa z Maria-Galante, wcześniej przypisywana wymarłemu, hipotetycznemu gatunkowi Ara guadeloupensis przez Williamsa i Steadmana (2001) i amazonce cesarskiej przez Olsona i Maíza w 2008, należała do amazonki fioletowej.

### „Fioletowa ara”

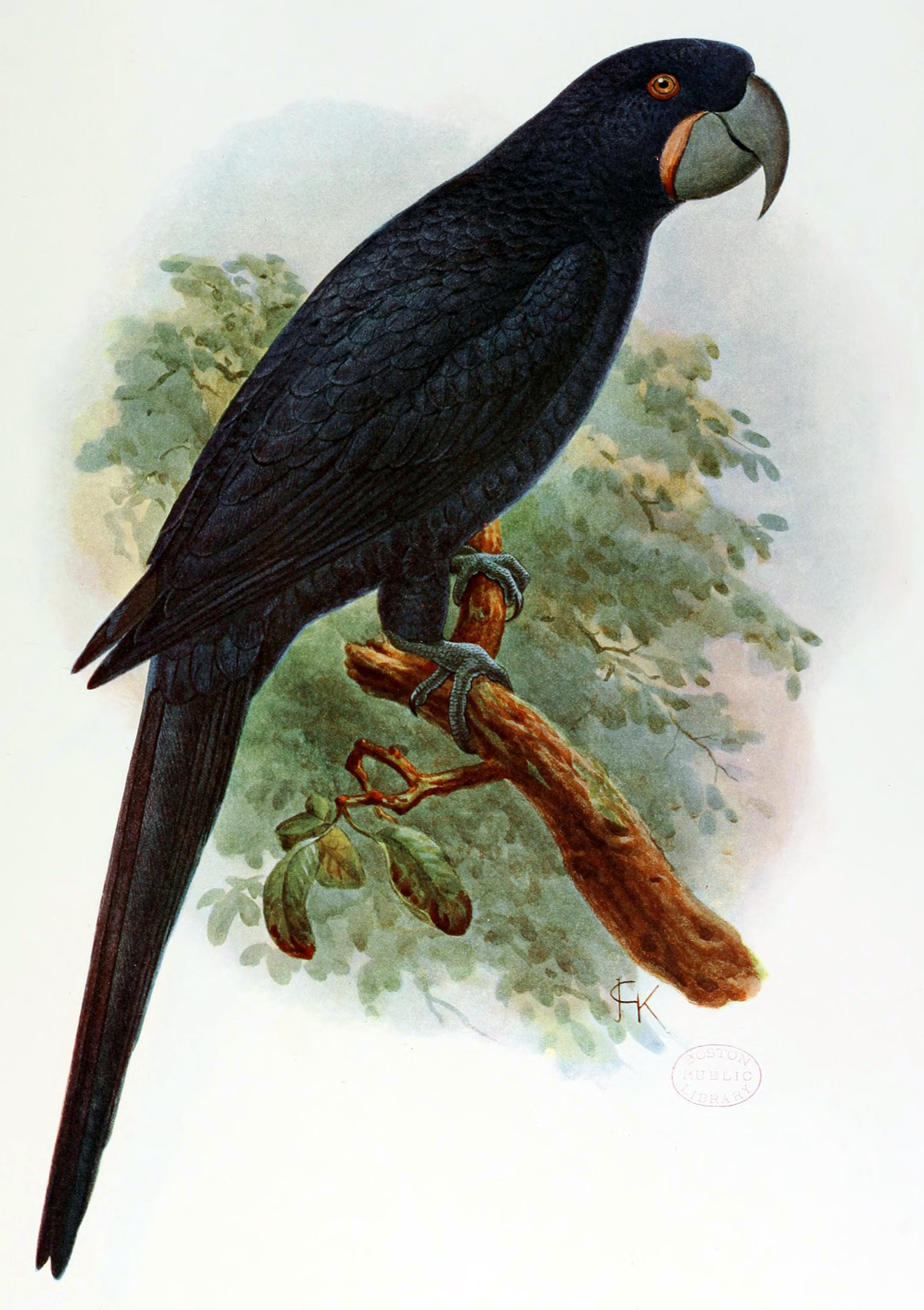
Ilustracja z 1907 przedstawiająca „fioletową arę”; autor: John Gerrard Keulemans

W 1905 brytyjski bankier i zoolog Walter Rothschild ukuł nazwę Anodorhynchus purpurascens, a opis nowego gatunku oparł na starym opisie papugi o głębokim, fioletowym kolorze, widzianej na Gwadelupie, opublikowanym w 1838 przez Don de Navareta. Uznał, że jest to wymarła ara z rodzaju Anodorhynchus ze względu na jej całkowicie niebieskie upierzenie; dodał również, że Karaibowie nazywali ją „onécouli”. Greenway zasugerował, że owa „ara” mogła powstać w oparciu o luźny opis amazonki fioletowej lub importowanej modroary błękitnej (Anodorhynchus leari) z Ameryki Południowej. Nie był w stanie zweryfikować źródła podanego przez Rothschilda; zasugerował, że mógł on się odnieść do tekstu hiszpańskiego historyka Martína Fernándeza de Navarrete’a. W 2000 Errol Fuller zaproponował pochodzenie owej „fioletowej ary” – miała być ona importowaną modroarą hiacyntową (Anodorhynchus hyacinthinus). W 2001 Williams i Steadman również nie byli w stanie odnaleźć źródła podanego przez Rothschilda i uznali, że istnienie tego gatunku wymaga dalszego potwierdzenia. James W. Wiley i Guy M. Kirwan, którzy również nie mogli odnaleźć wspomnianego przez barona tekstu, w 2013 przytoczyli informacje podane przez włoskiego pisarza Petera Martyra d’Anghiera, według których Hiszpanie mieli podczas drugiej wyprawy Krzysztofa Kolumba pozyskiwać na Gwadelupie głównie fioletowe papugi.
W 2015 Lenoble zrobił przegląd historycznych hiszpańskich i francuskich tekstów i zidentyfikował podane przez Rothschilda źródło. Wydana w 1828 publikacja de Navarrete’a zawierała wzmiankę o papugach na Gwadelupie, na którą natknęli się uczestnicy drugiej wyprawy Kolumba. Nie zawierała jednak informacji o kolorze tych papug czy wzmianki o terminie onécouli. Lenoble odniósł się do słownika karaibsko-francuskiego francuskiego misjonarza Raymonda Bretona (który przebywał na Gwadelupie od 1635 do 1654), który zawierał różne określenia na papugi. Onicoali miało określać gwadelupską papugę o dużych rozmiarach, głównie fioletowym upierzeniu i czerwonych wzorach na skrzydle. Lenoble uznał, że termin ten musiał odnosić się do amazonki fioletowej, jako że są to ptaki mniejsze od ar i o upierzeniu pasującym do opisu. Lenoble odnalazł wszystkie te elementy w opisie Rothschilda, wywnioskował jednak, że ten musiał opierać się na wtórnym źródle, jako że odmiennie zapisał karaibską nazwę. Źródłem zdawał się być przypis w artykule z 1866, który cytował Breton, jednak błędnie sformułował przypis. Użył sfrancuszczonej wersji nazwy ptaka i stwierdził, że mogła to być ara. Lenoble uznał, że postulowane istnienie „fioletowej ary” oparte było na błędnych odniesieniach do amazonki fioletowej, a Ara guadeloupensis (Lesser Antillean Macaw; hipotetyczny gatunek) była jedyną arą żyjącą na Gwadelupie.

## Morfologia

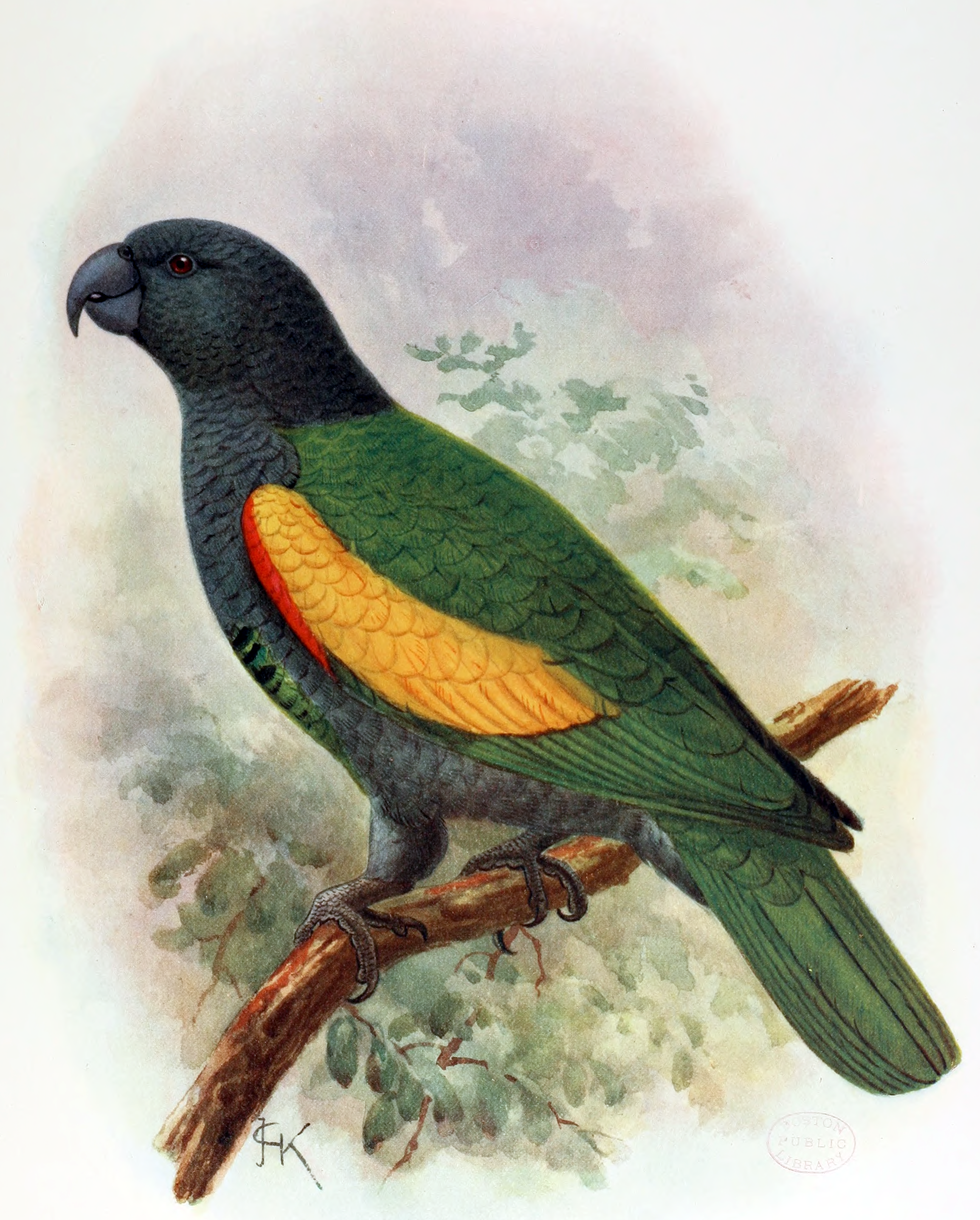
Ilustracja autorstwa Keulemansa, 1907

Du Tertre w 1654 następująco opisał amazonkę fioletową:

Papuga z Gwadelupy jest niemal tak duża, jak kurczak. Dziób i oko są różowo okalane. Wszystkie pióra na głowie, szyi i na spodzie ciała są fioletowe, z niewielką domieszką zielonego i czarnego, i zmieniają się tak jak te na gardle gołębi. Górne partie ciała są brązowozielone. Długie lotki są czarne, pozostałe żółte, zielone i czerwone, na pokrywach skrzydłowych znajdują się dwie plamy [określone jako „rozety”] o różanej barwie.

Labat w 1742 przedstawicieli gatunku opisał tak:

Papugi z tych wysp różnią się od formy z kontynentu z Gwinei (? Gujany) swoim upierzeniem; te z Gwadelupy są nieco mniejsze, niż ary. Głowa, szyja i spód ciała są łupkowe z kilkoma zielonymi i czarnymi piórami. Grzbiet jest całkowicie zielony, zaś skrzydła zielono-żółto-czerwone.

Clark odnotował, że opalizacja na piórach nie jest charakterystyczna dla amazonki fioletowej, jako że pióra innych świeżo zabitych amazonek również wykazywały tę cechę, szczególnie amazonki królewskiej (Amazona guildingii). Zasugerował, że czerń na głowie i spodzie ciała papug z Gwadelupy mogła brać się z czarnych krawędzi piór, tak jak u amazonki cesarskiej, zaś zielony kolor oznaczałby niedojrzałość ptaków, jak w przypadku amazonek królewskich. Przyrównał również brązowozielony wierzch ciała do tego u młodych amazonek królewskich i wysnuł przypuszczenie, jakoby czerwone „rozety” wspomniane przez Du Tertre’a mogły być porozrzucanymi pokrywami skrzydłowymi o tej barwie. Clark wskazał cechy amazonek cesarskich kontrastujące z tymi amazonki fioletowej, jak głowa i szyja o głęboko fioletowym kolorze, zielony wierzch ciała, skrzydła z domieszką ciemnobrązowych, fioletowych, zielonych, niebieskich i czerwonych piór.
Głowę i szyję, które Du Tertre opisał jako fioletowe, a Labat jako łupkowe, Brisson wspomniał jako popielatoniebieskie. Według Greenwaya ta nieścisłość mogła wynikać z pomylenia przez Labata amazonki fioletowej z Amazona martinicana, jako że zdawał się nie odróżniać dobrze ptaków. Hume połączył te określenia we wspólne „łupkowoniebieskie”.
Rothschild w swojej wydanej w 1907 książce Extinct Birds zamieścił ilustrację przedstawiającą amazonkę fioletową autorstwa niderlandzkiego artysty Johna Gerrarda Keulemansa, bazującą na wczesnych opisach. W 1916 amerykański ornitolog Robert Ridgway skrytykował ilustrację, jako że przedstawiony na niej ptak odbiegał wyglądem od tych z opisu Du Tertre’a. Du Tertre najprawdopodobniej miał na myśli, że jedynie zewnętrzne lotki I rzędu były żółte, podczas gdy na ilustracji wszystkie pokrywy są żółte (z wyjątkiem tych czerwonych na krawędzi skrzydła), a głowa i spód ciała łupkowe.

## Ekologia i zachowanie

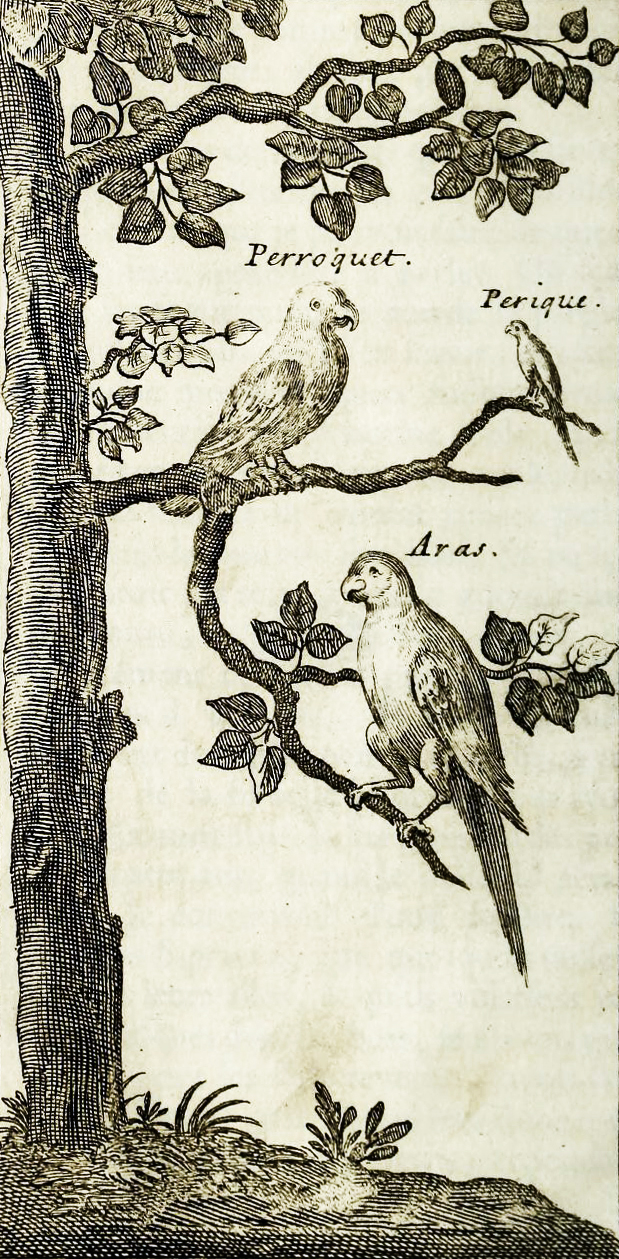
Ilustracja z 1722 autorstwa Labata ukazująca amazonkę fioletową, szmaragdolotkę białodziobą i Ara guadeloupensis

W 1664 Du Tertre opisał niektóre zachowania amazonek fioletowych i wymienił część pokarmów z ich diety:

Kiedy stawia pióra na swojej szyi, tworzą one piękną kryzę, którą zdają się podziwiać jak paw własny ogon. Mają mocny głos, mówią bardzo wyraźnie i uczą się szybko, jeśli zabierze się je jako młode. Żyją na dzikich owocach rosnących w lasach, poza tym że nie jedzą manchineel [Hippomane mancinella]. Nasiona bawełny zdają się zatruwać je tak jak wino człowieka, stąd jedzą je z wielką ochotą... Smak ich mięsa jest wyśmienity, jednak zmienny, w zależności od rodzaju pożywienia. Jeśli jedzą orzechy nerkowca, mięso ma przyjemny smak czosnku; jeśli bois des inde [dosł. indyjskie drewno], smakuje goździkami i cynamonem; jeśli gorzkimi owocami, staje się gorzkie jak żółć. Jeżeli żerują na drzewach genips [Melicoccus bijugatus], mięso staje się całkowicie czarne, jednak nie pozbawia go to znakomitego smaku. Gdy jedzą owoce gujawy, mięso jest najlepsze, a wtedy Francuzi sieją wśród tych ptaków prawdziwe spustoszenie.

Clark odnotował, że amazonki królewskie i inni przedstawiciele rodzaju również mogą stawiać pióra na szyi w kryzę, gdy są podekscytowane.
W 1667 Du Tertre rozszerzył swój opis amazonki fioletowej o informacje dotyczące rozrodu:

Mieliśmy dwa, które zbudowały swoje gniazdo sto kroków od naszego domu, na dużym drzewie. Samiec i samica zmieniali się w siedzeniu [w nim] i przylatywały jedno po drugim po jedzenie do domu, gdzie sprowadziły młode, gdy były wystarczająco duże na opuszczenie gniazda.

## Wymarcie
W 1779 Buffon wspomniał, że amazonki fioletowe stały się bardzo rzadkie, wyjaśnił również, czemu mogły wymrzeć:

Nigdy nie widzieliśmy tych papug, nie ma ich również w Kajennie. Są dziś bardzo rzadkie na Gwadelupie, żaden z mieszkańców wyspy nie udzielił nam żadnych informacji potwierdzających ich występowanie. Nie jest to niczym niezwykłym, gdyż od kiedy wyspy te stały się zamieszkane, liczebność papug znacząco spadła, zaś Dutertre zaznaczył w odniesieniu do tych papug, że francuscy osadnicy toczą z nimi prawdziwe batalie w sezonie, gdy te są szczególnie tłuste i mięsiste.

Greenway zasugerował, że zarówno francuscy koloniści, jak i ich niewolnicy jedli amazonki fioletowe oraz niszczyli ich środowisko życia. Prawdopodobnie spokrewnione z fioletowymi amazonki cesarskie przeżyły w lasach na stromych górskich zboczach Dominiki, podczas gdy Gwadelupa jest mniej górzysta i bardziej nadająca się do rozwoju rolnictwa, ma również liczniejszą populację ludzi. Te czynniki wywierały duży wpływ na amazonki fioletowe; zdaje się, że wymarły przed końcem XVIII wieku. Wszystkie współcześnie żyjące na Karaibach amazonki są zagrożone wskutek łapania ich na sprzedaż jako zwierzęta domowe, nadmierny odłów na mięso i niszczenie środowiska ich życia.